# Buena Vista Sound
Pour les articles homonymes, voir Buena Vista (Disney).
Buena Vista Sound ou Walt Disney Sound est une société d'enregistrement et de restauration sonore pour les productions cinématographiques dépendantes des Studios Disney. Elle a réalisé la plupart des restaurations sonores des longs métrages d'animation de Disney.
La société est créée vers 1987 pour le film Nuit de folie sous le nom The Disney Sound Facility. L'année 1987 a été définie par manque d'information complémentaire comme l'année de création en raison de la nomination The Disney Sound Facility. À partir de 1989, la société devient Buena Vista Sound. Un autre élément orientant le choix de 1987 est que la série Rick Hunter diffusée initialement en 1984 a été réenregistré en 1990 de même que la série Agence tous risques diffusée initialement entre 1986 et 1987.
La société a depuis sa création eu plusieurs noms en parallèle selon les productions. Parmi les différents noms utilisés, le site Imdb recense :
- Buena Vista Sound East
- Buena Vista Sound Services
- Buena Vista Sound Studios
- Buena Vista Studios
- Buena Vista Post Production
- Buena Vista Post Production Services
- The Disney Sound Facility

## Sources
- Buena Vista Sound
- Walt Disney Sound